# Додредноути типу «Віттельсбах»
Додредноути типу «Віттельсбах» - п’ять додредноутів, побудованих для німецького Кайзерліхмаріне (Імперського флоту), на початку 1900-х років. Це були перші лінійні кораблі, замовлені відповідно до Другого закону про ВМС 1898 року в рамках програми розширення флоту адмірала Альфреда фон Тірпіца. Тип включав головний корабель «Віттельсбах», а також «Веттін», «Церінген», «Швабен» та «Мекленбург». 

## Конструкція
Усі п’ять кораблів були закладені між 1899 і 1900 роками і закінчені до 1904 року. Кораблі типу «Віттельсбах» були схожі зовні на своїх попередників типу «Кайзер Фрідріх III», але мали більшу площу броньового поясу і рівну головну палубу, на відмін від зниженого квартердеку попереднього типу. Обидва класи мали батарею з чотирьох спарених 240-мм гармат у двох баштах.

## Служба
«Віттельсбах», «Веттін»,  «Церінген» та «Мекленбург» служили в І ескадрі, де вони в основному були  зайняті регулярними навчаннями в мирний час і закордонними візитами. «Швабен» використовувався як навчальний корабель для модернізації навчального підрозділу німецького флоту. До 1910 року, з надходженням перших дредноутів, кораблі типу «Віттельсбах» були вилучені з фронтової служби та переведені на тренування або просто поміщені у резерв. 

### Перша світова війна
З початком Першої світової війни в липні 1914 року кораблі повернулися до активної служби як IV бойова ескадра, несучи сторожову службу в Північному морі та здійснюючи обмежені операції в Балтійському морі проти російських військ. Ці операції включали підтримку атаки на Лібаву в травні 1915 року та битву в Ризькій затоці в серпні того ж року.
Наприкінці 1915 року військово-морське командування вирішило вивести з експлуатації п'ять кораблів через поєднання нестачі екіпажу для більш важливих суден і підвищеної загрози з боку британських підводних човнів, що діяли в Балтиці. Згодом ці кораблі використовувалися як навчальні судна або, у випадку з «Мекленбургом», як плавуча в’язниця. 

### Завершення служби
«Віттельсбах» і «Швабен» були переобладнані у плавучі бази для тральщиків у післявоєнних зусиллях з розмінування мінних полів, які були закладені в Північному морі. Усі кораблі типу були включені зі складу флоту на початку 1920-х років і згодом утилізовані, але «Церінген» було перетворено на радіокерований корабель-мішень. Відповідну функцію виконував, поки його не розбомбили і не потопили британські бомбардувальники в 1944 році під час Другої світової війни. У 1949–1950 роках затонулий корабель був остаточно розібраний.